# Europäischer Gewerkschaftsbund

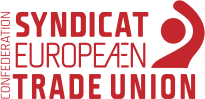
Logo des Europäischen Gewerkschaftsbunds

Der Europäische Gewerkschaftsbund (EGB; englisch European Trade Union Confederation, ETUC) ist der europäische Dachverband der Gewerkschaften mit Sitz in Brüssel (Belgien). Er vertritt 90 nationale (sektorübergreifende) Gewerkschaftsbünde aus 39 Ländern und 10 europäische (sektorale) Gewerkschaftsverbände mit insgesamt 45 Millionen Mitgliedern.
Er ist nicht auf die Europäische Union beschränkt.

## Geschichte

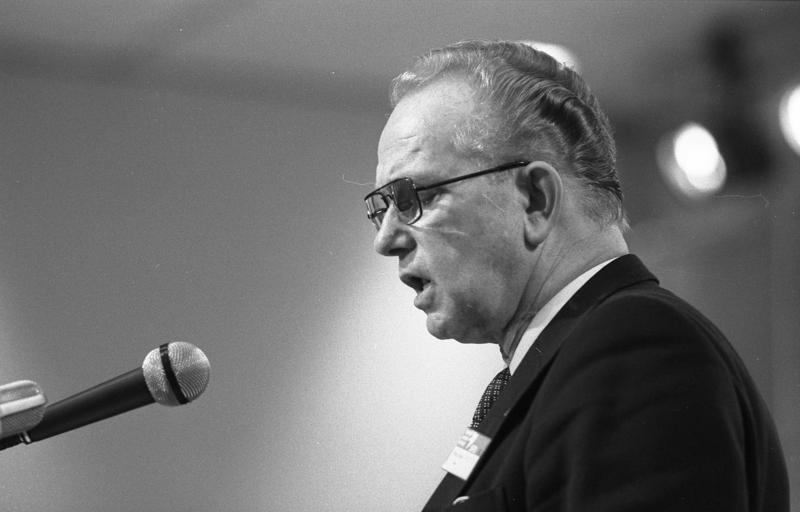
Heinz Oskar Vetter, Vorsitzender von 1974 bis 1979

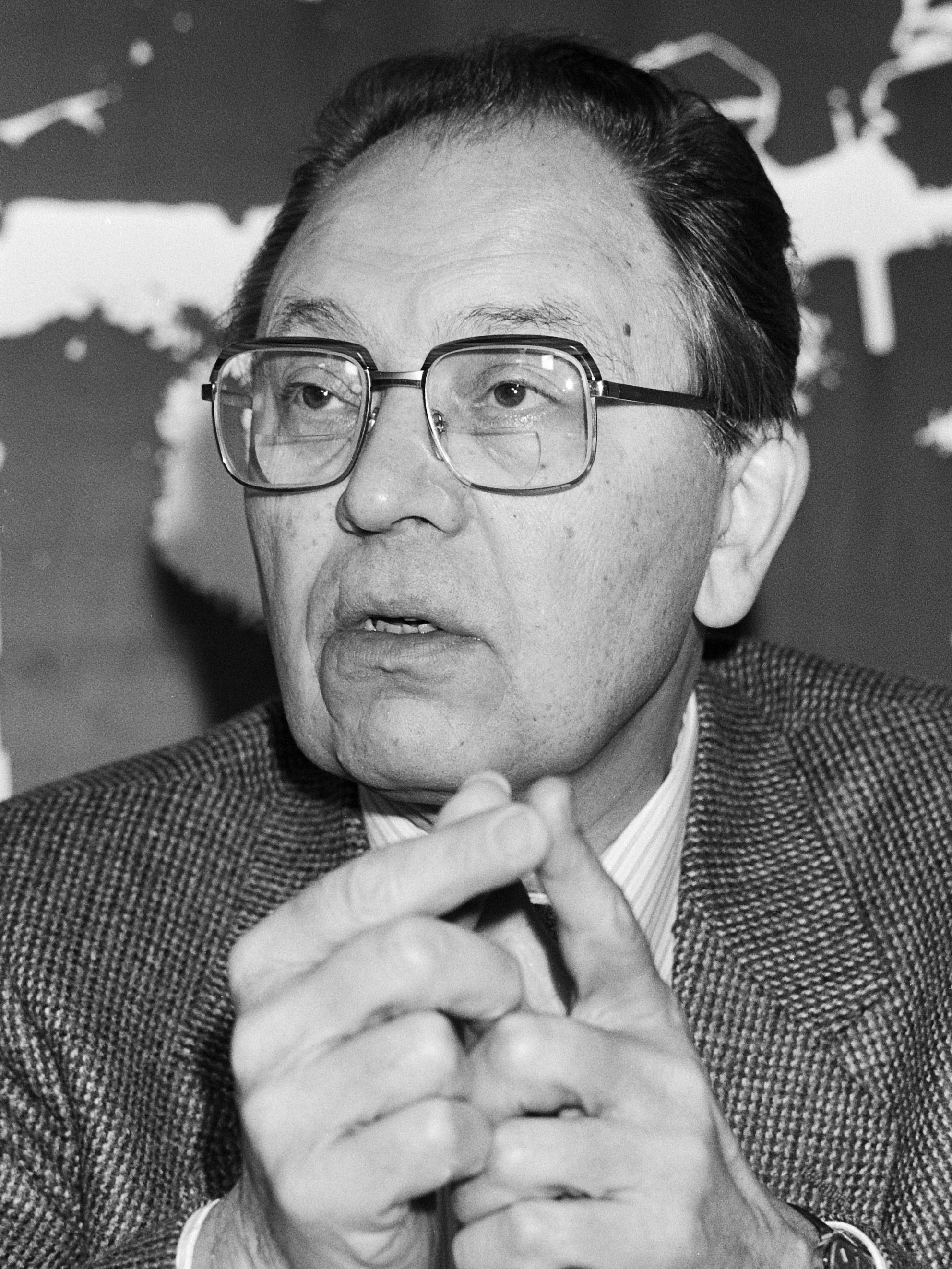
Georges Debunne, Vorsitzender von 1982 bis 1985

Die sektor- und nationenübergreifende Organisation wurde am 9. Februar 1973 von 17 Gewerkschaftsbünden aus 15 Staaten gegründet und vertrat rund 29 Millionen gewerkschaftlich organisierte Mitglieder. Es ist eine Nachfolgeorganisation des Europäischen Bundes freier Gewerkschaften in der EWG und des "Gewerkschaftskongresses" der EFTA-Staaten.
Der erste Präsident des EGB war Victor Feather (Großbritannien), der von drei Vizepräsidenten unterstützt wurde, darunter Heinz Oskar Vetter vom Deutschen Gewerkschaftsbund (DGB). Der erste Generalsekretär des EGB war Theo Rasschaert (Belgien).
1974 wurden erste christliche Gewerkschaften und die erste früher kommunistische Gewerkschaft Mitglied. 1991 werden die Europäischen Gewerkschaftsverbände zu Vollmitgliedern; der EGB führt den Beobachterstatus ein, den zehn Bünde aus Ostmittel- und Osteuropa erhalten. 1995 werden erstmals Bünde aus Ostmittel- und Osteuropa als Vollmitglieder aufgenommen.
Seit der Gründung fanden die folgenden Kongresse statt:
- 2. Kongress 1976 in London
- 3. Kongress 1979 in München
- 4. Kongress 1982 in Den Haag
- 5. Kongress 1985 in Mailand
- 6. Kongress 1988 in Stockholm
- 7. Kongress 1991 in Luxemburg[3]
- 8. Kongress 1995 in Brüssel[4]
- 9. Kongress 1999 in Helsinki[5]
- 10. Kongress 2003 in Prag[6]
- 11. Kongress 2007 in Sevilla[7]
- 12. Kongress 2011 in Athen[8]
- 13. Kongress 2015 in Paris[9]
- 14. Kongress 2019 in Wien[10]
- 15. Kongress 2023 in Berlin[11]

## Satzungsregelungen
In der Präambel der Satzung des EGB werden
- die Ziele des EGB beschrieben,
- als Adressaten der Aktivitäten insbesondere die Europäische Union, aber auch der Europarat, die EFTA sowie "andere europäische Institutionen und europäische Arbeitgeberorganisationen genannt,
- die Zusammenarbeit mit dem  Internationalen Gewerkschaftsbund und seinen regionalen Organisationen sowie weiteren Organisationen festgeschrieben.

### Struktur
Kongress (Artikel 8–11 der Satzung)
Der Kongress ist das oberste Gremium des EGB. Er wird alle vier Jahre einberufen. Das letzte Treffen war im Jahr 2019 in Wien. Der Kongress wählt neben den Mitgliedern des Exekutivausschusses auch den Präsidenten bzw. die Präsidentin. Des Weiteren bestimmt er den Generalsekretär und dessen zwei Stellvertreter.
Exekutivausschuss (Artikel 12–19 der Satzung)
Der Ausschuss trifft sich viermal im Jahr und besteht aus Vertretern der Mitgliedsorganisationen. Er entscheidet über Mandat und Zusammensetzung der Delegationen für den Europäischen Sozialdialog.
Lenkungsausschuss (Artikel 20–23 der Satzung)
Der Lenkungsausschuss ist dafür verantwortlich, dass die Entscheidungen des Exekutivausschusses umgesetzt werden. Dieses kleinste der EGB-Gremien trifft sich acht Mal pro Jahr.

## Aktuelle Situation
Dem EGB gehören (Stand: August 2024) 94 nationale Gewerkschaftsbünde aus 40 europäischen Staaten und 10 europäische Branchenverbände mit insgesamt 45 Millionen Mitgliedern an.
Präsident des EGB ist seit 2023 der Österreicher Wolfgang Katzian. Generalsekretärin des EGB ist Esther Lynch. Stellvertretende Generalsekretäre sind Isabelle Schönmann und Claes-Mikael Stahl.
Der EGB arbeitet mit gewerkschaftlichen Akteuren aus den mit der EU assoziierten Ländern und Regionen zusammen und kooperiert auch mit dem Internationalen Gewerkschaftsbund. Der EGB ist im Rahmen des Paneuropäischen Regionalrats (PERR) auch im IGB vertreten. Der PERR wurde einem Beschluss des im
November 2006 in Wien abgehaltenen IGB-Gründungskongresses folgend anlässlich der  Gründungsversammlung vom 19. März 2007 in Rom offiziell aus der Taufe gehoben.

### 11. Kongress (2007, Sevilla)
Der 11. EGB-Kongress (21. bis 24. Mai 2007 in Sevilla) nahm u. a. das „Sevilla-Manifest“ an. Danach plant der EGB, „in fünf zentralen Bereichen in die Offensive zu gehen“:
- Für einen europäischen Arbeitsmarkt
- Für den sozialen Dialog, Tarifverhandlungen und Arbeitnehmerbeteiligung
- Für eine effektivere wirtschaftliche, soziale und ökologische Governance in Europa
- Für eine stärkere EU
- Für stärkere Gewerkschaften und einen stärkeren EGB

### 12. Kongress (2011, Athen)
Unter dem Motto „Mobilising for social Europe“ fand der 12. EGB-Kongress vom 16. bis 19. Mai in Athen statt. Vier Tage debattierten 500 Delegierte aus 36 Mitgliedsländern über die Ausrichtung der europäischen Gewerkschaftspolitik für die nächsten vier Jahre. Die DGB-Delegation war mit 27 Vertretern vor Ort.
Im „Athener Manifest“ sind die wichtigsten Prioritäten zusammengefasst, mit denen sich die Gewerkschaften gegen die Folgen der Wirtschafts- und Finanzkrise, gegen rigide Sparkonzepte und Beschäftigungsabbau stemmen.
So werden sich die europäischen Arbeitnehmerverbände aktiv für qualitatives Wirtschaftswachstum, Vollbeschäftigung und ein belastungsfähiges europäisches Sozialmodell einsetzen. Sie fordern die Einführung einer Finanztransaktionssteuer, die Harmonisierung der Besteuerungsgrundlagen und obligatorische Mindeststeuersätze für Unternehmen sowie die Auflage von EURO-Anleihen.
Der EGB fordert durchgreifende Regeln zur Kontrolle der Finanzmärkte und der privaten Ratingagenturen, die Schließung von Steuerparadiesen und die Unterbindung von überzogenen Managergehältern, zu Unrecht gewährten Bonuszahlungen und Abfindungen.

### 13. Kongress (2015, Paris)
Ergebnisse:
- Das "Manifest von Paris"[18] mit dem
Motto "Solidarisch für hochwertige Arbeitsplätze, Arbeitnehmerrechte und eine gerechte Gesellschaft in Europe einstehen" und
den "Prioritäten":

- A. Eine starke Wirtschaft, die den Menschen dient
- B. Stärkere Gewerkschaften für demokratische Werte und Demokratie bei der Arbeit
- C. Ein Kern ehrgeiziger Sozialstandards

- Das "EGB Aktionsprogramm 2015-2019"[19], das die Aussagen des "Manifests" konkretisiert.

Außerdem verabschiedete der Kongress Dringlichkeitsanträge zu den Themen:
- Flüchtlingskrise in Europa
- Grundrechten in Spanien
- Nordirland
- Solidarität mit den griechischen Arbeitnehmern
- Tisa
- Neuverhandlungsstrategie für das EU-Referendum im VK
- Betrieblicher Gesundheits- und Gefahrenschutz
- Solidarität mit den türkischen und kurdischen Journalisten, die Opfer der Repression sind

## Nationale Gewerkschaftsbünde und europäische Gewerkschaftsverbände im EGB

### Nationale Gewerkschaftsbünde
Dem EGB gehören die folgenden Gewerkschaftsbünde an:
- Andorra (USDA)
- Belgien (ACV-CSC – ABVV-FGTB – ACLVB-CGSLB)
- Bosnien und Herzegowina (CTUBiH *)
- Bulgarien (CITUB – PODKREPA)
- Dänemark (AC – FTF – LO)
- Deutschland (DGB)
- Estland (EAKL – TALO)
- Finnland (AKAVA – SAK – STTK)
- Frankreich (CFDT – CGT – CFTC – FO – UNSA)
- Griechenland (ADEDY – GSEE)
- Irland (ICTU)
- Island (ASI – BSRB)
- Italien (CGIL – CISL – UIL)
- Kroatien (SSSH – NHS)
- Lettland (LBAS)
- Liechtenstein (LANV)
- Litauen (LDF – LDS – LTUC)
- Luxemburg (OGBL – LCGB)
- Malta (CMTU – GWU – FORUM)
- Monaco (USM)
- Montenegro (UFTUM – CTUM)
- Niederlande (CNV – FNV – VCP)
- Nordmazedonien (FTUM – KSS*)
- Norwegen (LO – UNIO – YS)
- Österreich (ÖGB)
- Polen (NSZZ Solidarność – OPZZ – FZZ)
- Portugal (CGTP-IN – UGT)
- Rumänien (BNS – CARTEL ALFA – CNSLR-FRATIA – CSDR)
- San Marino (CDLS – CSdL)
- Schweden (LO – SACO – TCO)
- Schweiz (Travail.Suisse – SGB/USS)
- Serbien (NEZAVISNOT – CATUS)
- Slowakei (KOZ-SR)
- Slowenien (ZSSS)
- Spanien (Comisiones Obreras - ELA – UGT – USO)
- Tschechien (ČMKOS)
- Türkei (DİSK – HAK-İŞ – KESK – Türk-İş)
- Ungarn (MASZSZ – ESZT – LIGA – MOSz – SZEF)
- Vereinigtes Königreich (TUC)
- Zypern (SEK – TURK-SEN – DEOK)

(* Beobachter)

### Europäische Gewerkschaftsverbände
Dem EGB gehören die folgenden europäischen Gewerkschaftsverbände an:
- EuroCOP Dachverband europäische Polizeigewerkschaft, engl. European Confederation of Police,
- Europäische Allianz für Kunst und Unterhaltung, engl. European Arts and Entertainment Alliance (EAEA),
- Europäische Föderation der Bau- und Holzarbeiter (EFBH), engl. European Federation of Building and Woodworkers (EFBWW),
- Europäische Journalisten-Föderation (EJF), engl. European Federation of Journalists (EFJ),
- Europäische Transportarbeiter-Föderation (ETF), engl. European Transport Workers’ Federation (ETF),
- Europäischer Gewerkschaftsverband für den Öffentlichen Dienst (EGÖD), engl. European Federation of Public Service Unions (EPSU),
- Europäischer Verband der Landwirtschafts-, Lebensmittel- und Tourismusgewerkschaften, engl. European Federation of Food, Agriculture and Tourism Trade Unions (EFFAT),
- Europäisches Gewerkschaftskomitee für Bildung und Wissenschaft (EGBW), engl. European Trade Union Committee of Education (ETUCE),
- IndustriALL European Trade Union sowie
- UNI-Europa.

Der EGB ist Mitglied in der Europäischen Bewegung International.

## Vorsitzende und Generalsekretäre

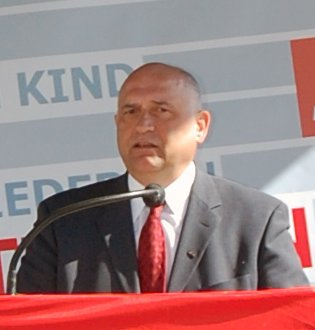
Ehemaliger Vorsitzender des Europäischen Gewerkschaftsbunds von 2015 bis 2019 Rudy De Leeuw

| Vorsitzender             | Amtszeit  | Mitglied | Land                   |
| ------------------------ | --------- | -------- | ---------------------- |
| Victor Feather           | 1973–1974 | TUC      | Vereinigtes Königreich |
| Heinz Oskar Vetter       | 1974–1979 | DGB      | Deutschland            |
| Wim Kok                  | 1979–1982 | FNV      | Niederlande            |
| Georges Debunne          | 1982–1985 | ABVV     | Belgien                |
| Ernst Breit              | 1985–1991 | DGB      | Deutschland            |
| Norman Willis            | 1991–1993 | TUC      | Vereinigtes Königreich |
| Fritz Verzetnitsch       | 1993–2003 | ÖGB      | Österreich             |
| Cándido Méndez Rodríguez | 2003–2007 | UGT      | Spanien                |
| Wanja Lundby-Wedin       | 2007–2011 | LO       | Schweden               |
| Ignacio Fernández Toxo   | 2011–2015 | CC.OO    | Spanien                |
| Rudy De Leeuw            | 2015–2019 | ABVV     | Belgien                |
| Laurent Berger           | 2019–2023 | CFDT     | Frankreich             |
| Wolfgang Katzian         | 2023–     | ÖGB      | Österreich             |

| Generalsekretär      | Amtszeit  | Mitglied | Land                   |
| -------------------- | --------- | -------- | ---------------------- |
| Théo Rasschaert      | 1973–1975 | ABVV     | Belgien                |
| Peer Carlsen         | 1975–1976 | LO       | Dänemark               |
| Mathias Hinterscheid | 1976–1991 | LAV      | Luxemburg              |
| Emilio Gabaglio      | 1991–2003 | CISL     | Italien                |
| John Monks           | 2003–2011 | TUC      | Vereinigtes Königreich |
| Bernadette Ségol     | 2011–2015 | CGT      | Frankreich             |
| Luca Visentini       | 2015 –    | UIL      | Italien                |